# 沈嗣良
沈 嗣良（しん しりょう ）は中華民国のスポーツ教育者。

## 事跡
上海聖ヨハネ大学を卒業後にアメリカに留学する。最初はオベリン大学で学び、後にコロンビア大学へ進学して教育管理を学び、修士号を取得した。1923年（民国12年）に帰国し、聖ヨハネ大学で教務長兼体育部主任を務めている。また、中華全国体育協進会総幹事にもなった。
1925年（民国14年）、フィリピンで開催された第7回極東選手権大会に中国代表団を率いて参加した。また、同年から1927年まで、極東体育協会（Far Eastern Athletic Association）の名誉幹事（honorary secretary）を務めている。1927年（民国16年）、張伯苓らと協力して、第8回極東選手権大会を上海に招致している。1936年（民国25年）、中国代表団監督としてベルリンオリンピックに参加した。
その後、上海に当時国内最大規模だった江湾体育場の建設を提唱・主導している。日中戦争期間中には、聖ヨハネ大学学長も務めた。戦後はアメリカに移住し、晩年を過ごしている。
1967年、アメリカにて死去。享年72。著書に『中華全国体育協会史略』などがある。

## 注
1. ↑  『最新支那要人伝』136頁は「ちん しりょう」との読みを当てている（更に言えば、同書は沈姓の人間全員に「ちん」の読みを当てている）が、これは明らかに誤り。姓としての「沈」はshĕn（同義漢字は「瀋」）、すなわち「しん」の読みが正しい。「沈」を「ちん」と読む場合には、chén（同義漢字は「沉」）でなければならない。